# Bataille de Friedlingen
Guerre de Succession d'Espagne
Batailles
Campagnes de Flandre et du Rhin
- Landau (1702)
- Friedlingen (1702)
- Kehl (1703)
- Ekeren (1703)
- Höchstädt (1703)
- Spire (1703)
- Schellenberg (Donauworth) (1704)
- Blenheim (1704)
- Landau (1704)
- Vieux-Brisach (1704)
- Eliksem (1705)
- Ramillies (1706)
- Stollhofen (1707)
- Cap Béveziers (1707)
- Cap Lizard (1707)
- Audenarde (1708)
- Wynendaele (1708)
- Lille (1708)
- Gand (1708)
- Malplaquet (1709)
- Douai (1710)
- Bouchain (1711)
- Denain (1712)
- Bouchain (1712)
- Douai (1712)
- Landau (1713)
- Fribourg (1713)

Campagnes d'Italie
- Carpi (1701)
- Chiari (1701)
- Crémone (1702)
- Luzzara (1702)
- Verceil (1704)
- Cassano (1705)
- Nice (1705-1706)
- Calcinato (1706)
- Turin (1706)
- Castiglione (1706)
- Toulon (1707)
- Gaeta (1707)
- Cesana (1708)
- Syracuse (1710)

Campagnes d'Espagne et de Portugal
- Cadix (1702)
- Vigo (navale 1702)
- Cap de la Roque (1703)
- Gibraltar (août 1704)
- Ceuta (1704) (es)
- Málaga (1704)
- Gibraltar (1704-1705)
- Marbella (1705)
- Montjuïc (1705)
- Barcelone (1705)
- Badajoz (1705)
- Barcelone (1706)
- Murcie (1706) (es)
- El Albujón (1706) (es)
- Santa Cruz de Ténérife (1706) (en)
- Almansa (1707)
- Xàtiva (1707)
- Ciudad Rodrigo (1707) (en)
- Lérida (1707)
- Tortosa (1708)
- Minorque (1708)
- Gudiña (1709)
- Almenar (1710)
- Saragosse (1710)
- Brihuega (1710)
- Villaviciosa (1710)
- Barcelone (1713-1714)

Campagnes de Hongrie
- Saint-Gotthard (1703) (en)
- Biskupice (1704) (en)
- Smolenice (1704) (en)
- Koroncó (1704) (en)
- Zsibó (1705) (en)
- Saint-Gotthard (1705) (en)
- Trenčín (1708) (en)

Antilles et Amérique du sud
- Santa Marta (1702)
- Guadeloupe (1703)
- Nassau (1703)
- Colonia del Sacramento (1704)
- Carthagène (1708)
- Rio (1710)
- Carthagène (1711)
- Rio (1711)
- Cassard (1712)

La bataille de Friedlingen (de) s'est déroulée le 14 octobre 1702 près de la ville de Weil-am-Rhein, (Allemagne) quelques km au nord de Bâle (Suisse). L'armée française menée par Claude Louis Hector de Villars, vainquit celle du Saint Empire, menée par Louis-Guillaume Ier de Bade. 

## Prélude
En automne de 1702, Louis XIV envoie Claude Louis Hector de Villars attaquer la Souabe, afin de renforcer l'influence de la France sur la rive orientale du Rhin. L'armée impériale tente d'empêcher la jonction des Français et de leurs alliés Bavarois.

## La bataille

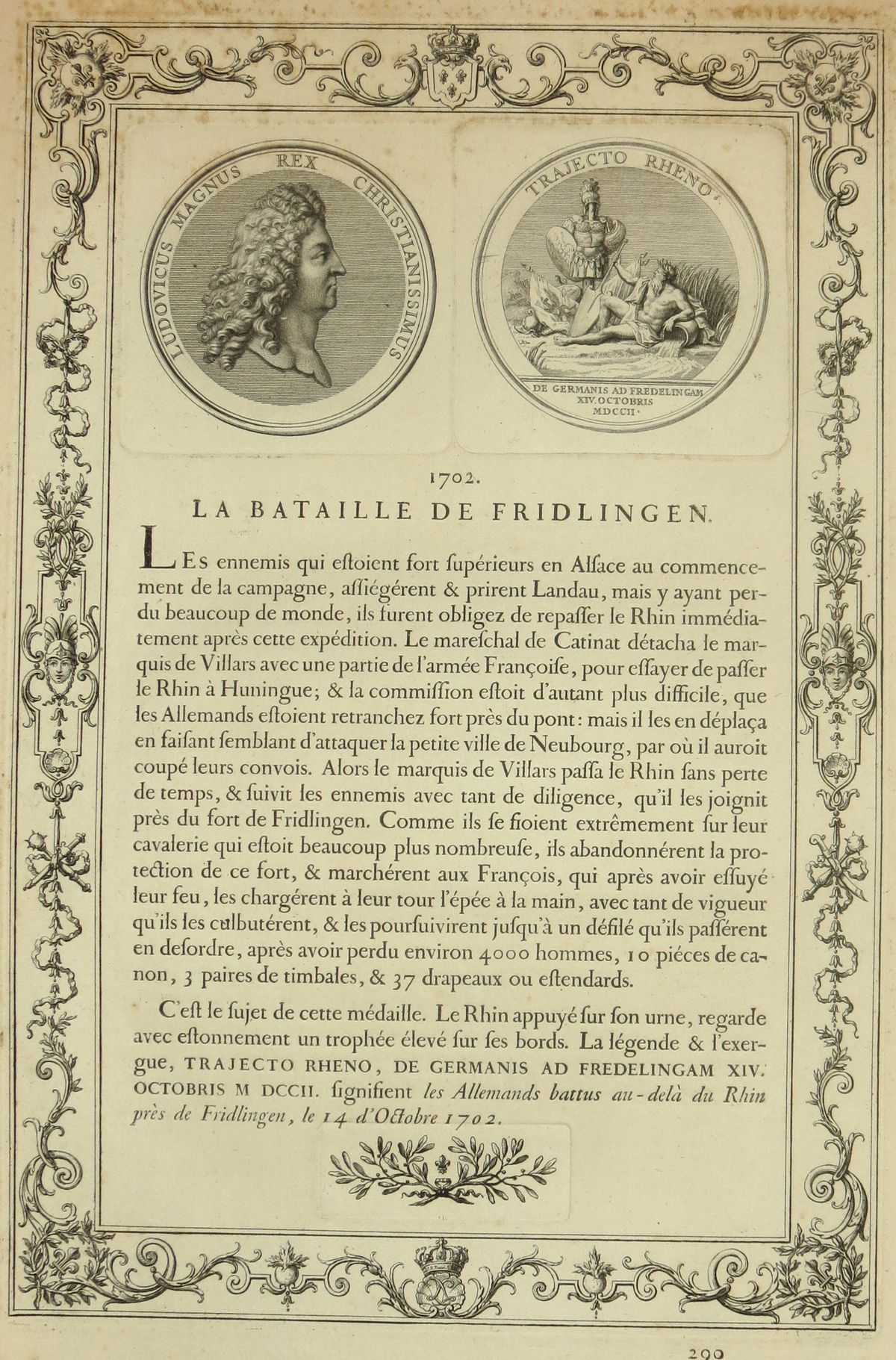
Document relatant la bataille de Fridlingen, extrait de « Médailles sur les principaux évènements du règne entier de Louis le Grand, avec des explications historiques » par l'Académie des inscriptions et belles-lettres, 1723

À la tête du régiment de Bourbonnais, le colonel Louis Armand de Brichanteau se lance à l'attaque du pont d'Huningue le 30 septembre 1702,
Le 14 octobre 1702, après avoir traversé le Rhin à Weil am Rhein, au nord de Bâle, les Français attaquent l'armée impériale à Friedlingen (de). Le futur field-marshal Louis-Guillaume de Bade, bien retranché, contient l'assaut des Français avant de se retirer au Nord.

## Conséquences
Les pertes sont assez élevées pour les Français, qui ne parviennent pas à faire la jonction avec les Bavarois. La victoire est pour le moins contestable.
Les villages de la rive orientale du Rhin, et particulièrement Weil am Rhein, ont beaucoup souffert.
Claude Louis Hector de Villars est nommé maréchal de France : selon ses mémoires, ses soldats l'ont proclamé sur le champ de bataille, légende reprise par Voltaire.